# Coracina maxima
Coracina maxima е вид птица от семейство Campephagidae.

## Разпространение
Видът е разпространен в Австралия.